# 黑野鯪
黑野鯪，又稱金黑鮈，俗名黑鯊，為輻鰭魚綱鯉形目鯉科的其中一個種。

## 分布
本魚分布於泰國、柬埔寨、寮國的湄南河及湄公河流域。

## 特徵
本魚未成年時體色為灰黑色，成魚體色為深黑色。幼魚魚鱗中心有紅色或金色，使魚看起來似乎帶斑點。背鰭呈三小形，尾鰭為深叉形。體長可達90公分和7公斤（15磅）的重量。

## 生態
本魚棲息在溪流、運河與浸水的洪泛區。具洄游性，每年雨季的第一個雷雨之後產卵。繁殖期時從水淺的河口沙洲向上游。卵產在淺水區中，卵孵化後，秩魚隨著洪水往下游遷移。屬雜食性，以藻類、浮游植物、浮游動物等為食，性情粗暴，有強烈領域性和侵略性。

## 經濟利用
為當地重要的食用魚之一，可生鮮銷售或做成魚乾，另可作為觀賞魚。